# Символы Ньюфаундленда и Лабрадора
Символы Ньюфаундленда и Лабрадора — национальные символы канадской провинции Ньюфаундленд и Лабрадор.
| Тип      | Символ                                                      | Изображение            | Год принятия | Примечания |
| -------- | ----------------------------------------------------------- | ---------------------- | ------------ | --- |
| Герб     | Герб Ньюфаундленда и Лабрадора                              | Coat of Arms of Quebec | 1928         | Герб известен с 1637 года, первоначально был присвоен королём Англии Карлом I сэру Дэвиду Керку, первому губернатору Ньюфаундленда (1638—1651 гг.) |
| Девиз    | Quaerite Prime Regnum Dei Ищите прежде всего Царствие Божие |                        | 1928         | Изречение взято из Евангелия от Матфея, стих 6:33. Девиз утверждён в совокупности с гербом.                                                        |
| Флаг     | Флаг Ньюфаундленда и Лабрадора                              |                        | 1980         | |
| Флаг     | Флаг лейтенант-губернатора Ньюфаундленда и Лабрадора        |                        | 1987         | |
| Печать   | Большая печать Ньюфаундленда и Лабрадора                    |                        | 1964         | |
| Цветок   | Саррацения пурпурная                                        | Pitcher Plant          | 1990         | |
| Птица    | Атлантический ту́пик                                         |                        | 1991         | |
| Минерал  | Лабрадорит                                                  |                        | 1975         | |
| Животное | Ньюфаундлендский пони                                       |                        | 1997         | |
| Дерево   | Ель чёрная                                                  |                        | 1993         | |